# College Station Challenger
Il College Station Challenger è stato un torneo professionistico di tennis giocato su campi in cemento. Faceva parte dell'ATP Challenger Series. Si è giocata una sola edizione, a College Station negli Stati Uniti.

## Albo d'oro

### Singolare
| Anno | Campione | Finalista    | Punteggio |
| ---- | -------- | ------------ | --------- |
| 2004 | André Sá | Brian Vahaly | 6–3, 6–0  |

### Doppio
| Anno | Campioni                    | Finalisti             | Punteggio     |
| ---- | --------------------------- | --------------------- | ------------- |
| 2004 | Paul Goldstein Brian Vahaly | André Sá Bruno Soares | 7–5, 2–6, 6–4 |